# Championnat de Turquie de football 1975-1976
Navigation
Saison précédente Saison suivante
La saison 1975-1976 du Championnat de Turquie de football est la 18e édition de la première division turque, la 1. Turkiye Lig. Les 16 équipes sont regroupées au sein d'une poule unique, où chaque équipe affronte tous les adversaires de sa poule 2 fois, à domicile et à l'extérieur.
Pour la première fois dans l'histoire du championnat, le titre échappe à un club de la ville d'Istanbul. En effet, c'est Trabzonspor, pour sa deuxième saison en 1. Lig, qui termine en tête du championnat cette année. C'est le premier titre de champion de son histoire.

## Les 16 clubs participants
| - Galatasaray - Giresunspor - Göztepe Izmir - Boluspor - Adana Demirspor - Eskisehirspor - Altay SK - Bursaspor | - Fenerbahce SK - Besiktas JK - Ankaragücü - Balıkesirspor - Promu de D2 - Trabzonspor - Zonguldakspor - Orduspor - Promu de D2 - Adanaspor AS |

## Compétition

### Classement
Le barème de points servant à établir le classement se décompose ainsi :
- Victoire : 2 points
- Match nul : 1 point
- Défaite : 0 point

| Rang | Équipe             | Pts | J  | G  | N  | P  | Bp | Bc | Diff |
| ---- | ------------------ | --- | -- | -- | -- | -- | -- | -- | ---- |
| 1.   | Trabzonspor        | 43  | 30 | 17 | 9  | 4  | 36 | 14 | +22  |
| 2.   | Fenerbahçe SK (T)  | 40  | 30 | 14 | 12 | 4  | 40 | 18 | +22  |
| 3.   | Galatasaray SK (C) | 37  | 30 | 12 | 13 | 5  | 36 | 23 | +13  |
| 4.   | Adanaspor AS       | 36  | 30 | 13 | 10 | 7  | 36 | 27 | +9   |
| 5.   | Altay Izmir        | 30  | 30 | 9  | 12 | 9  | 31 | 32 | -1   |
| 6.   | Giresunspor        | 28  | 30 | 8  | 12 | 10 | 27 | 27 | 0    |
| 7.   | Boluspor           | 28  | 30 | 9  | 10 | 11 | 34 | 38 | -4   |
| 8.   | Adana Demirspor    | 28  | 30 | 10 | 8  | 12 | 28 | 35 | -7   |
| 9.   | Eskisehirspor      | 27  | 30 | 8  | 11 | 11 | 29 | 29 | 0    |
| 10.  | Bursaspor          | 27  | 30 | 9  | 9  | 12 | 30 | 33 | -3   |
| 11.  | Beşiktaş JK        | 27  | 30 | 5  | 17 | 8  | 25 | 32 | -7   |
| 12.  | Orduspor (P)       | 27  | 30 | 7  | 13 | 10 | 20 | 27 | -7   |
| 13.  | Zonguldakspor      | 26  | 30 | 7  | 12 | 11 | 25 | 25 | 0    |
| 14.  | Göztepe Izmir      | 26  | 30 | 7  | 12 | 11 | 31 | 32 | -1   |
| 15.  | MKE Ankaragücü     | 25  | 30 | 8  | 9  | 13 | 33 | 48 | -15  |
| 16.  | Balıkesirspor (P)  | 25  | 30 | 9  | 7  | 14 | 18 | 39 | -21  |

|  | Qualifié pour la Coupe des clubs champions 1976-1977 |
|  | Qualifié pour la Coupe des Coupes 1976-1977          |
|  | Qualifié pour la Coupe UEFA 1976-1977                |
|  | Relégation en 2. Lig                                 |

## Bilan de la saison
| Tableau d'Honneur                  |                |
| Compétition                        | Vainqueur      |
| Championnat de Turquie de football | Trabzonspor    |
| Coupe de Turquie                   | Galatasaray SK |

| Qualifications européennes                    |                            |
| Coupe des clubs champions européens 1976-1977 | Qualifié                   |
| Premier tour                                  | Trabzonspor                |
| Coupe des Coupes 1976-1977                    | Qualifié                   |
| Premier tour                                  | Galatasaray SK             |
| Coupe UEFA 1976-1977                          | Qualifié                   |
| Premier tour                                  | Fenerbahce SK Adanaspor AS |

| Promotion et relégation |                                 |
| Relégués en 2e division | Ankaragücü Balıkesirspor        |
| Promus en Super Lig     | Samsunspor Mersin Idmanyurdu SK |